# Radionamiernik HF/DF

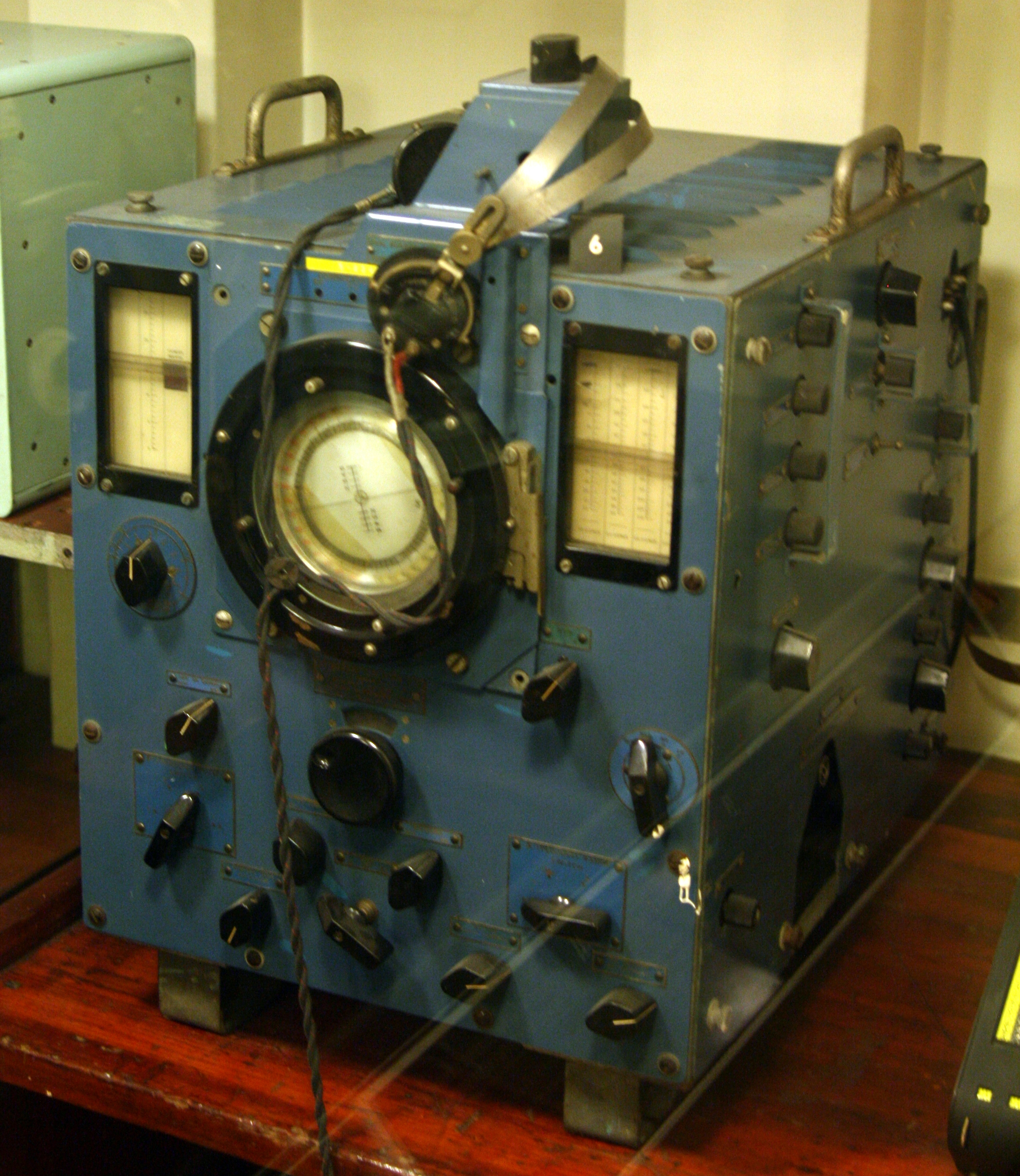
Okrętowy Huff-Duff pochodzący z HMS „Belfast”

Radionamiernik HF/DF (Huff-Duff) – lądowy i okrętowy radionamiernik wysokich częstotliwości wykorzystywany w czasach drugiej wojny światowej do lokalizowania źródła sygnału radiowego emitowanego przez niemieckie okręty podwodne.
Od lat 30. XX wieku w szeregu państw prowadzone były potajemne prace badawczo-rozwojowe nad urządzeniami elektronicznymi lokalizującymi źródło transmisji radiowych na falach wysokiej częstotliwości. Środowiska wojskowe zainteresowane były zwłaszcza uzyskaniem urządzenia zdolnego do natychmiastowej lokalizacji niemieckich U-Bootów, podczas emisji przez nie ekstremalnie krótkich przekazów radiowych w trakcie ich przedwojennych ćwiczeń i operacji. W kilku też państwach, które wkrótce stały się sojusznikami przeciw państwom Osi, udało się opracować takie urządzenia.

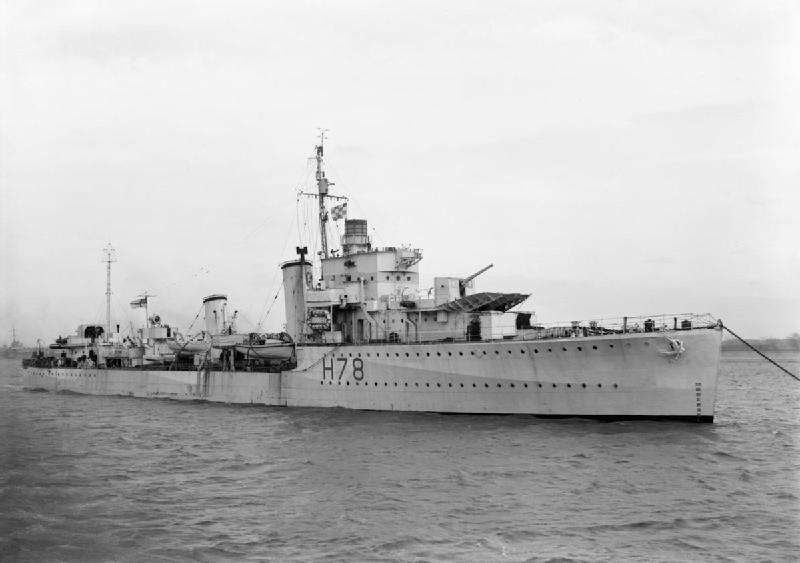
Niszczyciel HMS „Fame” z charakterystyczną anteną HF/DF w formie „klatki” na maszcie rufowym

W Wielkiej Brytanii prace nad lądową i okrętową wersją radionamiernika prowadzone były pod kierunkiem Roberta Watsona-Watta, zwanego "ojcem radaru". Pierwsza brytyjska wersja Huff-Duff, FH 1, zainstalowana została 12 marca 1940 roku na niszczycielu HMS „Hesperus”, a następnie na kilku innych okrętach eskortowych i ratowniczych. Z uwagi jednak na wzajemne zakłócenia elektroniczne, nie była możliwa jednoczesna instalacja na okręcie zarówno Huff-Duff tej wersji jak i radaru. Jako że dowódcy brytyjskich okrętów woleli polegać bardziej na radarze, priorytet prac nad Huff Duff uległ zmniejszeniu. Z wolna jednak brytyjscy inżynierowie opracowali ulepszone wersje radionamiernika: FH 2 i FH 3. Radionamiernik ten wykorzystywał antenę zawierającą wynalazek polskiego inżyniera Wacława Struszyńskiego, pracującego od sierpnia 1940 roku w Wielkiej Brytanii, pozwalający na oddzielenie sygnału z namiaru od jego odwrotnego echa, co stanowiło przełom technologiczny. W październiku 1941 roku pierwszy FH 3 zainstalowano na byłym okręcie US Coast Guard, który w Royal Navy służył jako eskortowiec HMS „Culver”. 31 stycznia 1942 roku został on jednak zatopiony przez U-105, co nie przyczyniło się do wzrostu zaufania do radionamierników. W tym czasie w FH-3 zostało wyposażonych 25 okrętów eskortowych. W marcu 1942 roku wprowadzono do użytku najnowsza wersję FH 4, która była bardziej efektywna, toteż Royal Navy złożyła duże zamówienie na zestawy tej wersji. Do połowy 1943 roku Huff Duff był już powszechny na brytyjskich okrętach, wciąż jednak nie był niezawodny.
We Francji prace były prowadzone przez Laboratoire Telephonique w Paryżu i podążały równoległą do brytyjskiej ścieżką. Aż do upadku Francji w maju 1940 roku, Francuzi wymieniali z nimi tajne informacje. W chwili upadku Francji gotowe było urządzenie będące odpowiednikiem brytyjskiego FH 3.Po niemieckiej inwazji, francuscy inżynierowie zdołali przez Portugalię uciec wraz ze swoimi rodzinami do Stanów Zjednoczonych, zabierając ze sobą trzon dokumentacji, niszcząc też pozostawione w Paryżu gotowe urządzenia. Podobnie jednak jak Brytyjczycy, Amerykanie, którzy dysponowali własnymi odpowiednikami FH 3, preferowali aktywny radar ponad pasywny radionamiernik. Początkowo nie ufali inżynierom przybyłym z Francji, z powodu ich związków biznesowych z Niemcami. Wkrótce jednak przeprowadzono testy porównawcze brytyjskiego FH 3 i francuskiego DAQ. 26 czerwca 1942 roku szef operacji morskich US Navy admirał Ernest King podjął decyzję, że połowa amerykańskich niszczycieli oraz okrętów eskortowych ma zostać wyposażona w zestawy DAQ lub jakiekolwiek ich ulepszone modele.